# Ippolito Baccusi
Ippolito Baccusi, conosciuto anche col nome latinizzato Hippolytus Baccusius (Mantova, 1550 circa – Verona, 2 settembre 1609), è stato un compositore italiano del Rinascimento, attivo nel nord Italia, in particolare nelle città di Venezia, Mantova e Verona. Membro della scuola veneziana, era noto per la sua padronanza del rigoroso contrappunto. Ha composto musica sacra e profana.

## Biografia
Pochi sono gli elementi biografici a noi noti, ad eccezione dei dettagli di alcuni dei suoi incontri e delle dediche che ha dato alle sue pubblicazioni. 
Nacque a Mantova. Alla fine del 1560 fu nominato assistente del maestro di cappella di San Marco a Venezia, carica che lasciò presto per Ravenna per proseguire lì gli studi. Nel 1572 fu maestro di cappella nella chiesa di Sant'Eufemia a Verona. Potrebbe essere stato coinvolto nell'Accademia Filarmonica di Verona. Nel 1583 ricoprì lo stesso incarico presso la cattedrale di Mantova, dove, tra le sue attività, insegnò il rigoroso contrappunto a Ludovico Zacconi; quest'ultimo farà un encomio nella sua Prattica di musica seconda parte nel 1622, specialmente per le sue abilità nel contrappunto. Nel 1591 Baccusi accettò l'incarico di maestro di cappella alla cattedrale di Verona, dove rimase fino alla sua morte nel 1608.

## Opere
La musica di Baccusi, influenzata da Adrian Willaert, Giaches de Wert, Cipriano de Rore e Andrea Gabrieli, risponde allo stile della scuola veneziana. Fu un compositore prolifico il cui lavoro non è stato ancora oggetto di uno studio esaustivo. Per lo più pubblicato a Venezia, il suo lavoro comprende sei libri di messe, sei libri di mottetti e l'adattamento dei salmi, e sette libri di madrigali, tra cui un adattamento completo, in un ciclo di madrigali, di undici strofe della Vergine di Petrarca. Compose anche adattamenti a cinque e sei voci di poemi che celebravano la vittoria dei veneziani sui turchi a Lepanto (1571).